# LG V40 ThinQ
LG V40 ThinQ (обычно называемый, как LG V40) — Android-фаблет, производимый LG Electronics как часть серии LG V. Он был анонсирован 3 октября 2018 года и является преемником предыдущих устройств серии LG V, а именно LG V30, LG V30S ThinQ и LG V35 ThinQ. LG V40 выпущен в основном в США 18 октября 2018 года.

## Функции
V40 был первым смартфоном LG с 5 камерами: 2 спереди и 3 сзади. На передней панели есть двойная камера, а на задней — телеобъектив, стандартный объектив и широкоугольный объектив. Эта функция была отличительной чертой V40. Камера V40 получила 97 баллов от DxOMark.
В V40 также была батарея емкостью 3300 мАч, которая в то время была стандартной для серии V (V30 и его производные также имели батарею емкостью 3300 мАч). В телефон встроено интеллектуальное программное обеспечение Qnovo для управления батареями, цель которого — продлить срок службы батареи и обеспечить максимальное удобство использования батареи.